# Créteil - L'Échat (metrostation)
Créteil - L'Échat is een station van de metro in Parijs langs metrolijn 8 in de gemeente Créteil. Het op 24 september 1973 geopende station is het eerste bovengrondse station van lijn 8 in de richting Créteil-Préfecture, en bedient een nogal treurige jaren 70 zakenwijk. Het is voorzien dat rond 2025 metrolijn 15 van de Grand Paris Express in dit station een halte krijgt. In 2011 was de timing nog dit te realiseren tegen 2018..
Het station heeft als ondertitel Hôpital Henri Mondor, naar het nabijgelegen universiteitsziekenhuis.
Balard ·
Lourmel ·
Boucicaut ·
Félix Faure ·
Commerce ·
La Motte-Picquet - Grenelle ·
Champ de Mars ·
École Militaire ·
La Tour-Maubourg ·
Invalides ·
Concorde ·
Madeleine ·
Opéra ·
Richelieu - Drouot ·
Grands Boulevards ·
Bonne Nouvelle ·
Strasbourg - Saint-Denis ·
République ·
Filles du Calvaire ·
Saint-Sébastian - Froissart ·
Chemin Vert ·
Bastille ·
Ledru-Rollin ·
Faidherbe - Chaligny ·
Reuilly - Diderot ·
Montgallet ·
Daumesnil ·
Michel Bizot ·
Porte Dorée ·
Porte de Charenton ·
Liberté ·
Charenton - Écoles ·
École Vétérinaire de Maisons-Alfort ·
Maisons-Alfort - Stade ·
Maisons-Alfort - Les Juilliottes ·
Créteil - L'Échat ·
Créteil - Université ·
Créteil - Préfecture ·
Pointe du Lac